# Kærlighed i New York
Kærlighed i New York (engelsk: Happythankyoumoreplease) er en amerikansk komediefilm, skrevet og instrueret af Josh Radnor, hvilket også var hans debut. Den fortæller historien om nogle unge mennesker, der kæmper for at skabe balance i deres kærlighedsliv og venskaber.
Kærlighed i New York fik sin premiere på Sundance Film Festival i 2010. Den vandt prisen Audience Award og blev også nomineret til Grand Jury Prize.

## Skuespillere
- Josh Radnor som Sam Wexler
- Malin Åkerman som Annie
- Kate Mara som Mississippi
- Pablo Schreiber som Charlie
- Zoe Kazan som Mary Catherine
- Michael Algieri som Rasheen
- Tony Hale som am #2
- Jakob Appelman som School Boy
- Bram Barouh som Spencer
- Dana Barron som The Gynecologist
- Sunah Bilsted som Receptionist
- Jimmy Gary Jr. som Officer Jones
- Richard Jenkins som Paul Gertmanian
- Marna Kohn som Melissa